# Плаунові
Плауно́ві (Lycopodiaceae) — родина примітивних судинних рослин. Плаунові поширені на більшій частині суші, оминаючи Антарктиду й пустелі.
Вважається, що плаунові структурно подібні найранішим судинним рослинам. Ці рослини розмножуються спорами, не утворюють квіток та не виробляють насіння.

## Опис
Це багаторічні трав'янисті рівноспорові, наземні або епіфітні рослини, без ризофорів. Гаметофіти двостатеві, підземні і напівпідземні, сапрофітні або напівсапрофітні, дозрівають протягом одного року або за 3-15 років. Вони мають мале, фрактальне листя, прості спори, що формуються у спорангіях в основах листя, дихотомічні стебла і загалом просту форму, що нагадує крихітну булаву.

## Поширення в Україні
Найпоширеніші в Україні види — плаун колючий (плаун річний), плаун булавовидний, плаун двогострий. Вони відрізняються один від одного за такими ознаками:
- плаун колючий — стебло несплющене, спороносні колоски одиничні, сидячі;
- плаун булавовидний — стебло несплющене, по 2-5 спороносних колосків на довгих ніжках;
- плаун двогострий — стебло сплющене.

## Значення
Порошок сухих спор плаунових, відомий як лікоподіум, використовувався у Вікторіанському театрі щоб справляти враження полум'я. Підкинуті у повітря спори згоряють швидко і яскраво, але з виділенням незначної кількості тепла, що вважалося безпечним за стандартами того часу.

## Класифікація
- Підродина Lycopodielloideae Wagner & Beitel 1992 ex Øllgaard
  - Lateristachys Holub
  - Lycopodiella Holub
  - Palhinhaea Franco & Vasconcellos nom. cons.
  - Pseudolycopodiella Holub

- Підродина Lycopodioideae Eaton sensu Wagner & Beitel ex Øllgaard
  - Austrolycopodium Holub
  - Dendrolycopodium Haines
  - Diphasiastrum Holub
  - Diphasium Presl ex Rothmaler
  - Lycopodiastrum Holub ex Dixit
  - Lycopodium Linnaeus
  - Pseudodiphasium Holub
  - Pseudolycopodium Holub
  - Spinulum Haines

- Підродина Huperzioideae Rothmaler sensu Wagner & Beitel ex Øllgaard
  - Huperzia Bernhardi
  - Phlegmariurus Holub
  - Phylloglossum Kunze

## Охоронний статус
Деякі з плаунових — рідкісні рослини, занесені до Червоної книги України, серед яких: плаун баранець (Lycopodium selago) та плаун колючий (Lycopodium annotium).